# Þórdís Hrönn Sigfúsdóttir
Þórdís Hrönn Sigfúsdóttir (Kópavogur, Islandia; 19 de noviembre de 1993) es una futbolista islandesa que juega en el Breiðablik, en la Úrvalsdeild. Ha jugado en dos ocasiones para la Selección femenina de fútbol de Islandia. En ocasiones, su nombre aparece transcrito como Thórdís.

## Carrera
Entre 2009 y 2013, Þórdís jugó para el Breiðablik. En marzo de 2014 firmó para el equipo sueco Älta IF, en la Elitettan. En octubre de ese mismo año firmaría una extensión de su contrato con ese mismo equipo.
En 2016, Þórdís firmaría con el Stjarnan, con quienes jugaría hasta 2018 antes de cambiar al Kristianstads DFF, de la Damallsvenskan.
En mayo de 2019, Þórdís fue cedida al Þór/KA por dos meses, fuera de la temporada sueca, aunque posteriormente fue extendido hasta el final de temporada. Estado aún en el Þór/KA, Þórdís anunciaría después que no regresaría al Kristianstads al finalizar su cese.
En 2020, Þórdís firmó para el Knattspyrnufélag Reykjavíkur. Apoyó la decisión de la cancelación de la Úrvalsdeild kvenna í knattspyrnu de ese mismo año a causa del COVID-19.
En 2021, volvió a firmar para el Breiðablik un contrato de dos años.
Þórdís ha disputado partidos en equipos nacionales junior en 29 ocasiones, así como en la Selección femenina de fútbol islandesa, siendo estos dos últimos partidos amistosos contra Corea del Sur, en 2019. Participó en la Copa de Algarve de 2019, representando a su país. Estuvo en el banquillo en tres de los partidos.

## Biografía
Þórdís Hrönn nació en Kópavogur, Islandia. Además del fútbol también trabaja en un hospital.
Durante la crisis del COVID-19 tuvo que ponerse en cuarentena en cuatro ocasiones: la primera en marzo de 2020, debido a su trabajo en un hospital; en las siguientes dos ocasiones, debido a haber estado en contacto directo con jugadoras del KR Reykjavík que dieron positivo; y la cuarta vez, debido a haber estado en contacto directo con un entrenador de ese mismo equipo que también había dado positivo. Fue la tercera vez en la que el equipo entero tuvo que ponerse en cuarentena.